# Келлог-колледж (Оксфорд)
Келлогг-колледж (Kellogg College) — один из колледжей Оксфордского университета, 36-й. Основан в 1990 году. В настоящее время здесь занимается менее тысячи учащихся — из около 90 стран. Среди почётных феллоу - Джоан Тирск.